# 루가드 막 콘 리
루가드 막 콘 리(아일랜드어: Lugaid mac Con Roí)는 얼스터 대계의 등장인물로, 쿠 리의 아들이다. 루가드 막 트리 콘(아일랜드어: Lugaid mac Trí Con)라고도 한다.
쿠 훌린에게 죽은 이들의 자식들과 코나크타의 메브 여왕과 함께 음모를 꾸며 쿠 훌린을 죽게 만듦으로써 아버지의 원수를 갚았다.
루가드의 창이 쿠 훌린을 맞춰 그의 내장이 밖으로 흘러나오자 쿠 훌린은 서서 죽기 위해 그 내장으로 자기 몸을 선돌에 묶었다. 도래까마귀 한 마리가 쿠 훌린의 어깨 위에 내려앉을 때까지 루가드를 비롯한 살해자들은 감히 쿠 훌린이 죽었는지 확인하지 못했다. 루가드가 쿠 훌린의 목을 베자, 쿠 훌린의 검이 손에서 떨어지며 루가드의 손을 베어버렸다.
이후 코날 케르나크가 쿠 훌린의 원수를 갚긱 위해 루가드를 추적했다. 루가드가 한 손이 없었기에 코날도 핸디캡으로 한 손을 허리띠에 묶고 싸웠다. 코날의 말이 루가드의 옆구리를 물어뜯자 코날이 루가드를 쓰러뜨렸다. 코날이 루가드의 머리를 베어 돌 위에 올려놓자 루가드의 피가 돌을 녹이고 머리도 그 속으로 가라앉아 버렸다.

## 같이 보기
- 루가드 막 콘

## 참고 자료
- Margaret E. Dobbs, Side-lights on the Táin age and other studies. Dundalk: WM. Tempest. 1917.
- T. F. O'Rahilly, Early Irish History and Mythology. Dublin Institute for Advanced Studies. 1946.